# 모화관

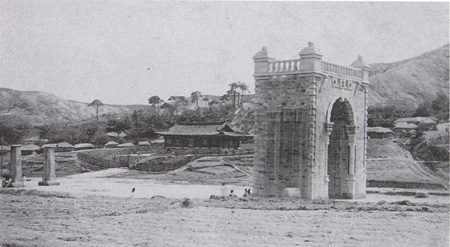
1897년에 촬영된 독립문(오른쪽) 건립 당시의 주춧돌만 남기고 철거된 영은문(왼쪽). 독립관으로 개명되었다(가운데).

모화관(慕華館)은 모화루(慕華楼)이라고도 하여, 조선 초기 중국과의 관계 속에서 사대외교(事大外交)의 상징으로 건립되었던 건물이다. 

## 개요
'모'(慕)는 '경모한다'는 감정, '화'(華)는 중화(중국)로 '중화(중국)의 문물을 경모한다'는 의미로 해석되는데, 여기서 '화'는 단순히 '중국'(中國)이라는 특정 '국가'(Nation)를 가리킨다기보다도 그 중국이 중심이 된 '중화'(中華)라는 '문명'(civilization)과 그 문명 세계를 이루고 있는 '문화'(culture)로 해석된다. 
일제강점기 일본의 식민사학자들은 사대외교로 설명되는 조선의 대중국 외교를 연구하면서 이를 단순한 외교 관계를 넘어 중국에 대한 복속을 상징하는 시설로 왜곡하였다.
19세기 말, 독립협회의 회원에 의해 영은문은 기단만 남기고 헐렸다. 영은문 북쪽에 독립문이 세워졌고, 모화관은 독립관으로 개명되었다.

## 연혁
모화관이 세워지게 된 시점에 대해서는 조선왕조실록에는 태종(太宗) 7년(1407년) 고려의 송도(松都)에 있었던 영빈관(迎賓館)을 모방한 건물을 한성 서대문(돈의문) 바깥에 세우고자 하면서 문신들에게 문루에 어울리는 이름을 지어 올리게 하였다는 기록이 있으며, 이때 성석린(成石璘)이 올린 '모화루'라는 이름이 채택되었다. 태종은 성석린에게 모화루 편액까지 맡겼다. '모화루'에서 '모화관'이라 이름이 바뀐 것은 세종(世宗) 12년(1430년)에 모화루를 2층으로 개축한 뒤의 일이다.
조선의 국왕들은 중국에서 명, 청의 사절이 오면 모두로부터 고관을 따르고 영은문까지 나아가 환영하거나 전송하였으며, 이 영접 의식은 크게 세 부분의 절차로 구성되어 있는데, 중국에서 사신이 입경한 뒤에 사신을 모화관에서 맞이하여 대궐에까지 오는 의식, 대궐에 이르러 조서나 칙서를 맞이하는 의식, 사신을 대접하는 연향이라고 할 수 있다. 첫 번째와 두 번째 절차에서는 헌가(軒架)라는 악대가 음악을 연주하였는데, 칙사가 가지고 온 중국 황제의 조서 또는 칙서가 온갖 의장의 호위 아래서 근정문에서 옮겨지는 두 번째 절차에서는 악대의 규모가 가장 큰 전정헌가(殿庭軒架)를 연주하여 예의를 표하였다.
일본 학계에서는 이러한 모화관의 영접 의식을 현대 국가에서 이루어지는 국빈 영접을 위해 공항에 의장대를 정렬시킨다고 하는 의례와는 완전히 다른 성질의 것으로 설명하면서 조선이 명, 청 등 중국 왕조에 대한 복속의 의례였다고 강조하였으며, 조선 왕조의 독립성을 부정하는 식민사학의 논리로 활용되었다. 
조선의 국왕이 모화루(모화관)까지 나가서 중국 사신을 영접하는 것은 그 사신이 칙사(勅使), 즉 중국 황제의 칙서(친서)를 가지고 오는 경우에 해당하였고, 칙사가 아닌 경우에는 왕은 따로 나가지 않고 세자와 백관만이 모화루로 나아가 사절을 접대하였다. 중국 사신이 돌아갈 때에도 왕이 직접 세자와 백관을 거느리고 모화루에서 환송하는 것이 원칙이었지만 경우에 따라 세자만 나가서 환송하는 경우도 있었으며, 왕이 모화루에서 전송한 뒤에 세자를 벽제역까지 내보내 환송을 마치는 경우도 있었다.
또한 모화관은 반드시 중국 사신들의 영접만을 위해서 마련되고 사용된 특별 공간이 아니었다. 태종 11년 태조(太祖)의 어진이 평양에서 서울에 도착하였을 때에도 이를 모화루 앞에서 받들어 맞이하였으며 명으로 떠나는 조선의 사신을 세자가 모화루까지 나가서 전송하거나 외부에 나갔던 비빈(妃嬪) 등이 서울로 돌아올 때에도 세자가 모화루에 나아가 맞이하였다. 세조(世祖)는 모화루에서 원로 신하들에게 기로연(耆老宴)을 베풀기도 하였으며, 일본의 사신이나 류큐, 야인(여진족) 사신들까지 모화관으로 불러 연회를 베풀기도 하는 등 중국 사신뿐 아니라 일본, 혹은 류큐의 사신들도 모화관에서 향응한 예를 찾아볼 수 있다. 

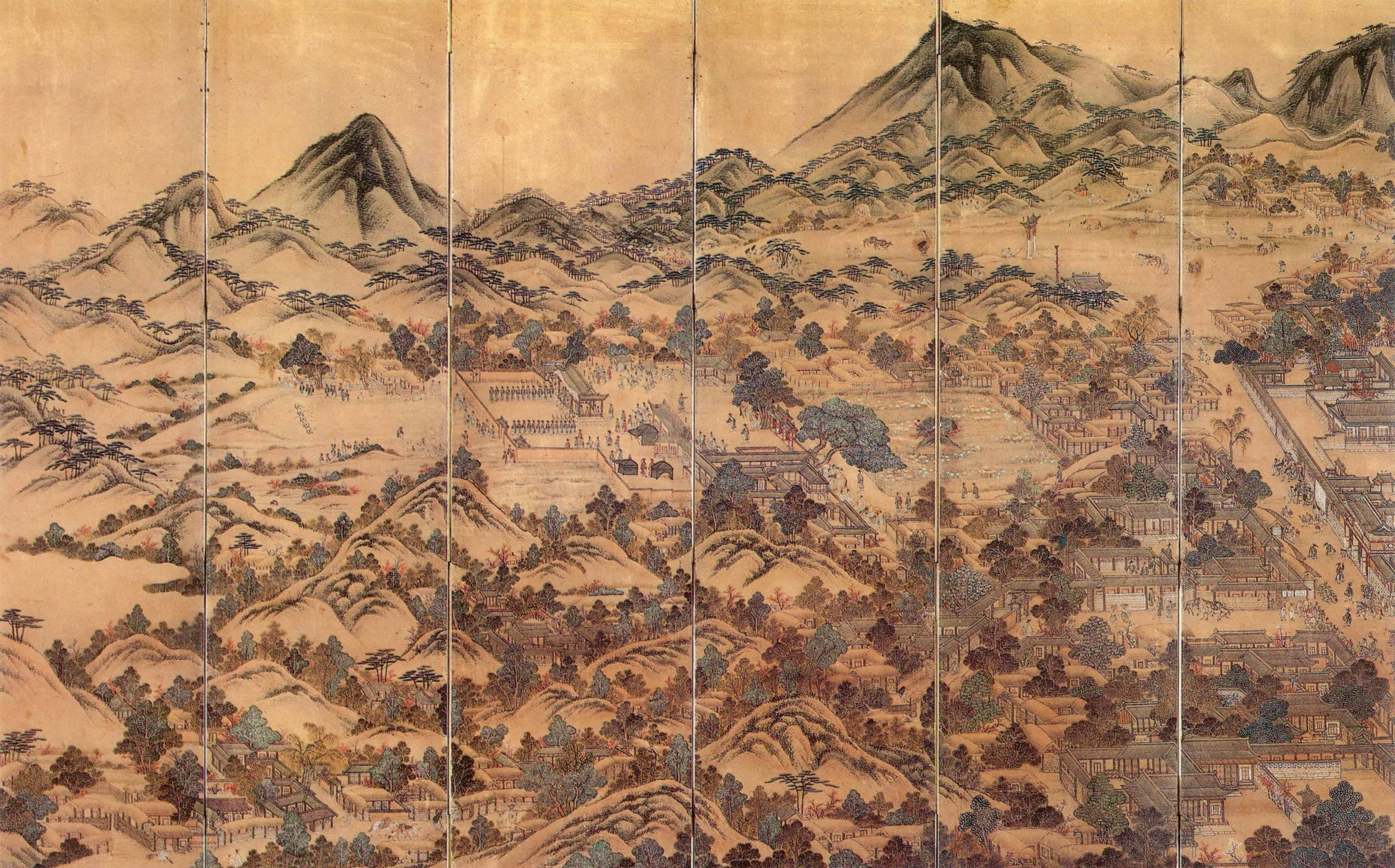
19세기 경기감영도에 그려진 모화관. 동북쪽 위에 영은문이 작게 그려져 있다.

조선왕조실록이나 《신증동국여지승람》 등을 보면 모화관에서 무과(武科)를 행하거나, 군사를 사열하고 활쏘기를 시험하는 등 '군사'와 관련한 국가 행사를 고종(高宗) 때까지 모화관에서 무수히 거행하였다고 전하고 있다. 모화관은 단순한 사대외교의 입장에서만 설명될 것이 아니다. 
모화관의 영접의식의 경우 조선 전기와 달리 인조(仁祖) 때와 후기 영조(英祖) 때의 모화관 영접의식이 점차 가시적으로 변화되는 모습을 보이는데, 이는 만주족 청(淸) 왕조의 대두 및 병자호란(1636년) 이후부터 두드러진다. 본래 모화관 영접의식에서 설치되던 무대장치인 '헌가'의 경우에서 이를 확인할 수 있는데, 주변이나 위에서 장악원의 악공이 음악을 연주하던 무대장치로써 칙사가 입경했을 때 전정헌가와 같은 가장 큰 규모의 악대로 환영한다는 상징적인 예를 나타내는 역할을 하는 헌가를 조선 전기 이래로 양변에 각각 1기씩 조성하는 것이 전통이었음에도 불구하고, 병자호란 이후에는 한쪽 변에만 설치하는 것으로 규모가 축소되고, 영조 원년(1725년)에 청의 사신 장갸 아커둔(章佳阿克敦)의 수행 화공이 그린 《봉사도》(奉使圖)에 묘사된 조선의 모화관 영접시 헌가산대에서 볼 수 있듯이 한 대만 남았고, 장악원 악공의 연주도 빠진 채 잡상(雜像)만 설치된 형태로 변화되었으며, 명목상 영접의식 자체는 지속되었기에 아주 폐지되지는 않았지만 실제 연주는 동반되지 않고 껍데기만 남은 채 고종 때까지 이어졌다.
모화관은 현종(顯宗) 4년(1663년) 건물이 개축되고 모화관 앞의 도랑의 석축도 개수되어 매우 사치스럽게 바뀌었다. 그러나 영조 7년(1473년) 영조가 모화관 남문의 기와가 모두 사라져서 비바람이 치면 쉽게 쓰러질 것이라며 바로 고치도록 하였다는 것이나 정조 20년(1796년)에도 모화관과 훈련원이 무과 시험장이자 군사 조련장으로 쓰이고 있는 곳임에도 불구하고 관사와 담장이 너무 퇴락했다며 수리를 지시하였다는 언급이 있어 이후로 퇴락을 거듭하였던 것으로 보이며, 갑오경장 이후에는 거의 사용하지 않고 방치되어 있었다.

## 철거
서재필이 독립협회를 주도하면서, 방치되어 있던 모화관을 개수하여 독립관이라 부르고, 독립협회의 사무소 및 집회장소로 사용하고자 하였다. 《독립신문》(獨立新聞) 1896년 9월 15일자에는 독립문이 9월 16일 착공된다는 것을 알림과 동시에 독립관은 벌써 건축이 시작되어 진행중이라는 내용이 있는 것으로 보아 독립문보다 먼저 공사가 시작되었던 것으로 보인다. 
독립관은 약 2,000원의 경비를 투입하여 1897년 5월 23일 개수를 완공하고, 같은 날 왕태자가 친서한 '독립관' 현판식을 거행하였다.
이때 왕태자가 친서한 '독립관'이라는 현판이 한글이었다는 언급이 《서울 六百年史》나 《한국민족문화대백과사전》, 강윤정 외 《한국독립운동의 역사》, 홍선표 저 《서재필》, 신용하의 논문인 '독립문, 독립관, 독립공원의 건립과 변천'(《향토서울》제59호) 등을 통해 알려져 있는데, 당시 현판식을 거행한 내용에 대한 독립신문, 대한계년사, 대조선독립협회회보 등지의 게재된 내용을 보면 모두 왕태자의 친필이 하사되었다라는 것은 동일하지만 한글이라는 언급은 없으며, 왕태자가 쓴 것이 '독립관' 세 글자인지 아니면 '독립협회' 네 글자인지에 대해서도 《대조선독립협회회보》와 《독립신문》의 언급이 서로 다르다. 
다만 독립관 건물이 독립협회의 사무소로 사용되었던 점이나 협회 사무소 현판 비용이 별도로 책정되어 있는 것을 보아 독립협회 현판이 따로 있었을 가능성은 있다.

## 구조
모화관의 구조는 《신증동국여지승람》에 따르면 가운데에 전이 있고 앞에는 문이 있다고 하였다.
세조 7년(1461년) 세조가 모화관의 '대문'에 거동하여 류큐의 사신이나 왜인(일본인), 야인(여진족)들에게 잔치를 열었다고 하였으며, 영조 7년(1731) 6월 21일조에 보면 모화관의 '남문'에 기와가 없었다는 언급을 통해 대문 또는 남문으로 불리는 문이 있었음을 알 수 있다.
아울러 모화관은 본전과 문(대문)에 주변으로 현종 때의 기사를 통해 석축을 갖춘 연못과 정자를 갖추고 있었음도 확인할 수 있다. 다만 모화관은 다른 사신 접대를 위해 마련한 객관인 태평관과는 달리 경내에 따로 숙소를 갖추고 있지는 않았다. 

## 관련 항목
- 태평관
- 동평관 - 일본 사신을 접대하던 곳이다.
- 북평관 - 야인(여진) 사신을 접대하던 곳이다.
- 만동묘
- 대보단
- 현절사
- 조종암
- 서울 삼전도비
- 영은문
- 서울 영은문 주초
- 독립문
- 『존주휘편』
- 『삼학사전』
- 사대주의